# 2015 في التشيك
فيما يلي قوائم الأحداث التي وقعت خلال عام 2015 في التشيك.

## رياضة
- 1 يناير – بطولة أوروبا تحت 21 سنة لكرة القدم 2015 الفائز منتخب السويد تحت 21 سنة لكرة القدم.
- 1 يناير – بطولة أوروبا لألعاب القوى داخل الصالات 2015
- 16 أغسطس – جائزة التشيك الكبرى للدراجات النارية 2015

## أفلام
من الأفلام التي صدرت هذه السنة في التشيك:
- 1 يناير – الطفل 44 من إخراج دانيال إسبينوزا.

## وفيات

### يناير
- 6 يناير – فلاستيميل بوبنيك (مواليد 1931) لاعب كرة قدم تشيكوسلوفاكي.

### مارس
- 1 مارس – راينهارد فرانز (مواليد 1934) لاعب كرة قدم ألماني.

### يونيو
- 10 يونيو – فولفغانغ جيتشك (مواليد 1936)
- 29 يونيو – يوسيف ماسوبست (مواليد 1931) لاعب كرة قدم تشيكي.

### نوفمبر
- 20 نوفمبر – ميروسلاف فيدلر (مواليد 1926) رياضياتي تشيكي.